# 神明町 (豊橋市)
神明町（しんめいちょう）は、愛知県豊橋市の地名。

## 地理
豊橋市中央部に位置する。東は新吉町、西は駅前大通3丁目、南は大国町、北は大手町に接する。

## 歴史

### 人口の変遷
国勢調査による人口および世帯数の推移。
| 1995年（平成7年）  | 183世帯 491人 |  |
| 2000年（平成12年） | 176世帯 442人 |  |
| 2005年（平成17年） | 162世帯 379人 |  |
| 2010年（平成22年） | 149世帯 292人 |  |
| 2015年（平成27年） | 113世帯 254人 |  |

### 沿革
- 明治初年 - 江戸時代の吉田城下神明小路が渥美郡神明町となる[2]。
- 1889年（明治22年） - 豊橋神明町が豊橋町神明町となる[2]。
- 1906年（明治39年） - 豊橋市神明町となる[2]。
- 1958年（昭和33年） - 一部が広小路・駅前大通・大手町・魚町に編入され、新川町・手間町の各一部を編入する[2]。

## 施設
- 豊橋郵便局[1]
- 神明交番[1]
- 中部電力豊橋営業所[1]
- 豊橋信用金庫本店[1]
- 愛知商銀信用組合豊橋支店[1]

### WEB
1. ↑  “愛知県豊橋市の町丁・字一覧”.   人口統計ラボ. 2023年4月13日閲覧。
2. ↑  総務省統計局 (2017年1月27日). “平成27年国勢調査の調査結果(e-Stat) - 男女別人口及び世帯数 －町丁・字等” (CSV). 2021年7月21日閲覧。
3. ↑  “愛知県豊橋市の郵便番号一覧”.   日本郵便. 2023年4月13日閲覧。
4. ↑  “市外局番の一覧” (PDF).   総務省 (2022年3月1日). 2022年3月22日閲覧。
5. ↑  総務省統計局 (2014年3月28日). “平成7年国勢調査の調査結果(e-Stat) - 男女別人口及び世帯数 －町丁・字等” (CSV). 2021年7月20日閲覧。
6. ↑  総務省統計局 (2014年5月30日). “平成12年国勢調査の調査結果(e-Stat) - 男女別人口及び世帯数 －町丁・字等” (CSV). 2021年7月20日閲覧。
7. ↑  総務省統計局 (2014年6月27日). “平成17年国勢調査の調査結果(e-Stat) - 男女別人口及び世帯数 －町丁・字等” (CSV). 2021年7月21日閲覧。
8. ↑  総務省統計局 (2012年1月20日). “平成22年国勢調査の調査結果(e-Stat) - 男女別人口及び世帯数 －町丁・字等” (CSV). 2021年7月21日閲覧。
9. ↑  総務省統計局 (2017年1月27日). “平成27年国勢調査の調査結果(e-Stat) - 男女別人口及び世帯数 －町丁・字等” (CSV). 2021年7月21日閲覧。

### 書籍
1. 1 2 3 4 5 6 7  「角川日本地名大辞典」編纂委員会 1989, p. 1789.
2. 1 2 3 4  「角川日本地名大辞典」編纂委員会 1989, p. 717.